# Kura
A törökül Kura, grúzul მტკვარი [Mtkvari], azeriül Kür nevű folyó a Kaukázusban. Kelet-Törökországban ered (a korábbi grúz Tao régióban), és Grúzián át Azerbajdzsánba tart, ahol a Kaszpi-tengerbe ömlik. Legjelentősebb mellékfolyója a jobbról érkező Araksz, mely Sabirabadnál üríti a Kurába vizét.

## Neve

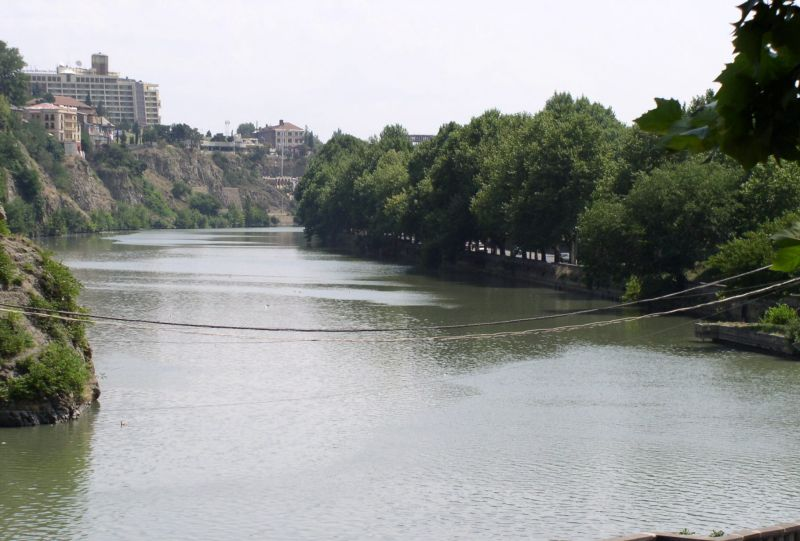
A Kura Tbiliszinél

Neve a Kurus vagy Kuras szóból ered, mely Nagy Kürosz óperzsa király nevének perzsa kiejtése.  A folyó ókori (latin) neve, a Cyrus ugyancsak Kürosz nevével egyezik meg. A grúzok Mtkvari-nak (მტკვარი), vagyis „lassúnak” hívják. A Kura elnevezést az oroszok honosították meg és tőlük vették az európai térképészek. Vannak olyan definíciók, amely szerint a Kura folyása Európa és Ázsia határa.

### Hasonló nevű folyók
A Kura nem keverendő össze a hasonló nevű, az orosz Kurszk város közelében elhaladó Kur folyóval, illetve a Habarovszkhoz közel kanyargó, ugyancsak Kur nevű folyóval.

## Hajózhatósága
A folyó korábban Tbilisziig hajózható volt, vizét azonban lelassították és sekélyebbé tették a rajta épült vízerőművek. A vizet a folyó mentén található iparvárosok (Tbiliszi, Rusztavi) szennyezik.

## Azerbajdzsánban
A Kura és az Araksz Azerbajdzsán fő folyói. Bár a Kura vízgyűjtő területe (86 000 km²) kisebb, mint az Arakszé, (101 937 km²), összefolyásuk után is Kura a folyó neve, mert találkozásuknál a Kura vízszintje kétszer magasabb az Arakszénál.

## Külső hivatkozások
- Kura – Columbia Encyclopedia (angolul)